# Szerhij Petrovics Novikov
Szerhij Petrovics Novikov, ukránul: Сергій Петрович Новіков, oroszul: Сергей Петрович Новиков (Moszkva, 1949. december 15. – Moszkva, 2021. április 16.) olimpiai bajnok szovjet válogatott ukrán cselgáncsozó.

## Pályafutása
1973-ban világbajnoki bronz-, 1975-ben ezüstérmet szerzett nehézsúlyban. Az 1976-os montréali olimpián ugyan ebben a kategóriában aranyérmes lett. 1970 és 1980 között az Európa-bajnokságokon nyolc érmet szerzett: három arany-, egy ezüst- és négy bronzérmet. Nehézsúlyban (+93 kg) és nyílt kategóriában versenyzett.
A cselgáncs mellett szambóban is versenyzett. 1972-ben félnehézsúlyban Európa-bajnok lett.
Sportpályafutása befejezése után cselgáncs- és szambóedzőként dolgozott.

## Sikerei, díjai
- Olimpiai játékok
  - aranyérmes: 1976, Montréal (+93 kg)
- Világbajnokság
  - ezüstérmes: 1975 (+93 kg)
  - bronzérmes: 1973 (+93 kg)
- Európa-bajnokság
  - aranyérmes (3): 1973, 1974 (nyílt), 1976 (+93 kg)
  - ezüstérmes: 1975 (+93 kg)
  - bronzérmes (4): 1970, 1972 (nyílt), 1978 (+93 kg), 1980 (nyílt)